# Kendra Khottamdi
Kendra Khottamdi là một thị trấn thống kê (census town) của quận Barddhaman thuộc bang Tây Bengal, Ấn Độ.

## Nhân khẩu
Theo điều tra dân số năm 2001 của Ấn Độ, Kendra Khottamdi có dân số 7090 người. Phái nam chiếm 54% tổng số dân và phái nữ chiếm 46%. Kendra Khottamdi có tỷ lệ 60% biết đọc biết viết, cao hơn tỷ lệ trung bình toàn quốc là 59,5%: tỷ lệ cho phái nam là 69%, và tỷ lệ cho phái nữ là 49%. Tại Kendra Khottamdi, 13% dân số nhỏ hơn 6 tuổi.